# Équipe d'Irlande du Nord des moins de 19 ans de football
Ne doit pas être confondu avec Équipe d'Irlande du Nord féminine de football des moins de 19 ans.
Maillots
L'équipe d'Irlande du Nord de football des moins de 19 ans est constituée par une sélection des meilleurs joueurs nord-irlandais de moins de 19 ans sous l'égide de la Fédération d'Irlande du Nord de football.

## Histoire
L'équipe débute sous le nom d'Ireland Youth lorsque les nations constitutives du Royaume-Uni organisent pour la première fois un tournoi de matches amicaux en 1948. La même année, elle participe au premier tournoi international des jeunes, aujourd'hui appelé Championnat d'Europe de football des moins de 19 ans. Sa meilleure performance est réalisée en 1963 avec une deuxième place. 
L'équipe évolue pour devenir l'équipe d'Irlande du Nord des moins de 18 ans, puis l'équipe actuelle des moins de 19 ans. Outre le championnat de l'UEFA des moins de 19 ans, l'équipe participe également à la Milk Cup annuelle (actuellement en tant qu'équipe des moins de 20 ans). En outre, l'équipe dispute régulièrement des matches amicaux, parfois en tant qu'équipe des moins de 20 ans ou des moins de 18 ans, avec l'accord de l'association adverse. 
L'Irlande du Nord aurait dû accueillir le Championnat d'Europe U-19 en 2020, mais le tournoi a été annulé en raison de la pandémie de Covid-19. Le Comité exécutif de l'UEFA a ensuite accordé au pays l'opportunité d'accueillir la phase finale de 2024.

## Parcours

### Parcours en Championnat d'Europe
| - 1975 : 1er tour - 1976 : 1er tour - 1977 : 1er tour - 1978 : Non qualifiée - 1979 : Non qualifiée - 1980 : 1er tour - 1981 : Non qualifiée - 1982 : Non qualifiée - 1984 : Non qualifiée - 1985 : Non qualifiée - 1986 : Non qualifiée - 1987 : Non qualifiée - 1988 : Non qualifiée - 1989 : Non qualifiée - 1990 : Ne participe pas - 1991 : Non qualifiée - 1992 : Non qualifiée - 1993 : Non qualifiée - 1994 : Non qualifiée |  | - 1995 : Non qualifiée - 1996 : Non qualifiée - 1997 : Non qualifiée - 1998 : Non qualifiée - 1999 : Non qualifiée - 2000 : Non qualifiée - 2001 : Non qualifiée - 2002 : Non qualifiée - 2003 : Non qualifiée - 2004 : Non qualifiée - 2005 : 1er tour - 2006 : Non qualifiée - 2007 : Non qualifiée - 2008 : Non qualifiée - 2009 : Non qualifiée - 2010 : Non qualifiée - 2011 : Non qualifiée - 2012 : Non qualifiée - 2013 : Non qualifiée - 2014 : Non qualifiée - 2015 : Non qualifiée - 2016 : Non qualifiée - 2017 : Non qualifiée - 2018 : Non qualifiée - 2019 : Non qualifiée - 2020 - 2021 : Éditions annulées - 2022 : Non qualifiée - 2023 : Non qualifiée - 2024 : En cours |

### Parcours en Coupe du monde
L'équipe ne s'est jamais qualifiée pour la Coupe du monde de sa catégorie.